# Joan Baptista Comes
Joan Baptista Comes (València, ca. 1582 - 1643) fou un compositor valencià del Barroc, mestre de capella de Lleida i de València. Les obres multicorals de Comes són una de les millors mostres de la música barroca dels Països Catalans.
Deixeble de Joan Genís Peres i del mestre Ambrosio Cotes, en la seva obra es fan sensibles la primera tècnica ornamental Barroca, amb pàgines vocals (fins i tot a setze veus) que presenten ja notables afinitats amb l'oratori i que són uns dels exponents més apreciats del Barroc inicial valencià i de tot els Països Catalans.

## Biografia
El 1605 era cantor a la seu de Lleida i el mateix any és nomenat per votació dels músics mestre de capella. El càrrec el va ocupar fins al 1608, any en què es desplaça novament a València com a tinent de mestre de capella del Col·legi del Corpus Christi. El 1613 fou nomenat mestre de la seu de València, succeint en el càrrec a Jeroni Felipe. El 1618 acceptà el càrrec de tinent de mestre de la capella reial de Madrid. Novament a València com a mestre de capella del Col·legi del Corpus Christi (1628), per incomprensió del rector passà definitivament a la seu com a mestre de capella el 1632, i el succeí en el càrrec el mestre castellonenc Marco Pérez.
| Magnificat 8 tono (fragment) |
|                              |
| Retrobem la nostra música    |
|                              |

## Media
- Missa de Batalla. Victoria Musicae Josep R. Gil-Tàrrega: La Mà de Guido 2006
- In nativitate Domini. Victoria Musicae Josep R. Gil-Tàrrega: La Mà de Guido 2005
- Danzas del Corpus Christi. Juan Bautista Comes (ca. 1582-1643) Capella Saetabis. Rodrigo Madrid: SEdeM CD 17. 2006
- In festis Corporis Christi. Victoria Musicae Josep R. Gil-Tàrrega: La Mà de Guido 2010
- Villancico al Santísimo: A la sombra estáis (6:30) on A batallar estrellas. Banzo. Harmonia Mundi.
- Para regalo y bien mío. Retrobem la nostra música, CD nº 21.
- Que el Rey del cielo este al hielo. Retrobem la nostra música, CD nº 21.
- Magnificat 8º tono, a 4 v mixtes, Dialogado con el gregoriano. Retrobem la nostra música, CD nº 21.

## Obra
La seva producció consta de vuit misses, 126 obres llatines de 8 a 12 veus i 92 obres amb text castellà, la major part villancicos. Les obres més importants són les Lletanies al Santíssim Sagrament, a 8 veus i baix continu, que hom cantava a tot el País Valencià, el Christus factus, a 4 veus, de Setmana Santa, el villancet Al Dios de la Redención, on reprodueix alguns repics de les campanes del Miquelet, etc.
S'ha conservat un quadern de motets a 4 veus del qual, però, en manca la part del baix. En aquestes obres es manifesta de forma especial el domini del contrapunt.